# Eudorylas anomalus
Eudorylas anomalus är en tvåvingeart som först beskrevs av Hardy 1968.  Eudorylas anomalus ingår i släktet Eudorylas och familjen ögonflugor. Inga underarter finns listade i Catalogue of Life.